# Dugesia debeauchampi
Dugesia debeauchampi és una espècie de triclàdide dugèsid que habita l'aigua dolça de l'illa de Nosy Be, Madagascar. El nom específic fa referència al Dr. P. de Beauchamp, que va contribuir al coneixement dels triclàdides en general i de les Dugesia en particular.